# Micropterix allionella
Micropterix allionella és una espècie d'arna de la família Micropterigidae. Va ser descrita per Fabricius l'any 1794.
És una espècie que podem trobar a França, Itàlia, Alemanya, Suïssa, Àustria, República Txeca, Eslovàquia, Bulgària, Croàcia, Eslovènia i l'antiga Iugoslàvia.
La longitud de les ales anteriors és 3.6-4.5 mm per als mascles i 4.7-4.8 mm per les femelles.